# Regine Zimmermann

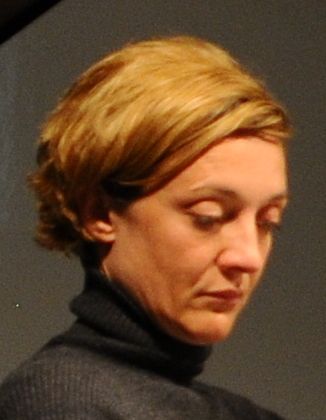
Regine Zimmermann, 2012

Regine Zimmermann (* 1971 in Grünstadt) ist eine deutsche Schauspielerin.

## Leben
Regine Zimmermann studierte Schauspiel an der Otto-Falckenberg-Schule in München. Seit 1997 ist sie als Schauspielerin für Film, Fernsehen und Theater tätig. Bis 2001 war sie am Maxim-Gorki-Theater engagiert, danach bis 2009 am Deutschen Theater Berlin, bevor sie wieder zum Maxim Gorki Theater wechselte. In der Spielzeit 2013/14 war sie Mitglied im Ensemble der Schaubühne am Lehniner Platz, seit 2017 ist sie wieder fest am Deutschen Theater Berlin.

## Filmografie (Auswahl)
- 1998: Move on Up
- 1998: 23 – Nichts ist so wie es scheint
- 2001: Nirgendwo in Afrika
- 2002: Emilia Galotti
- 2002: Harte Brötchen
- 2005: The Piano Tuner of Earthquakes
- 2007: Die Überflüssigen
- 2011: Gegen Morgen
- 2014: Notruf Hafenkante – Spanische Träume
- 2019, 2021: SOKO Potsdam – Verlorene Söhne, Falsche Scham, Hass ist mein Hobby
- 2019: Cleo
- 2020: Notruf Hafenkante – Wackeldackel
- 2024:  Der Bozen-Krimi – Mein ist die Rache